# Kiromanti

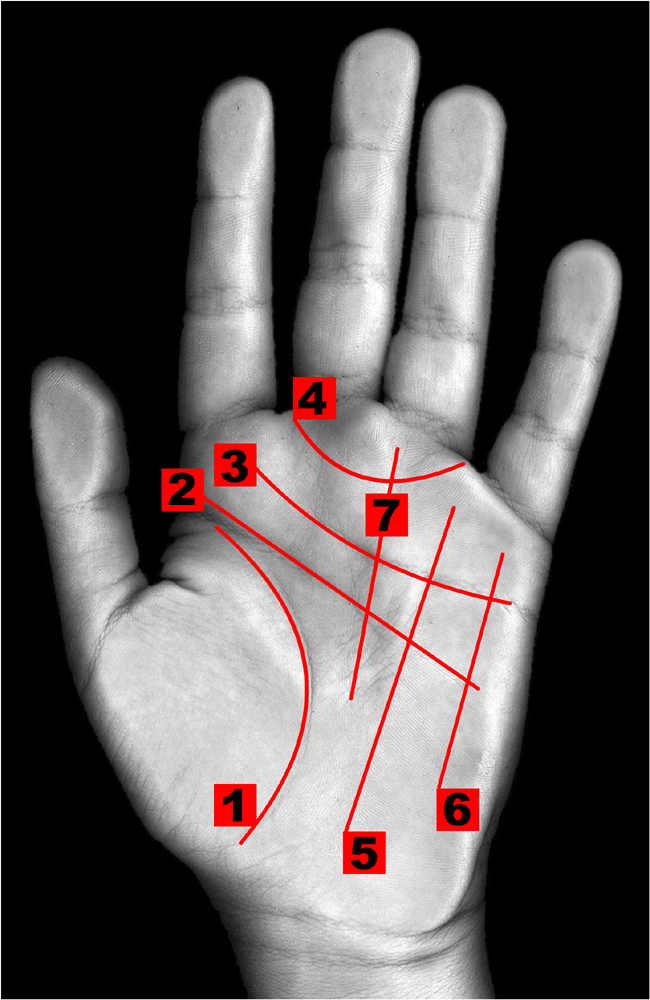
Några av handens linjer

Kiromanti  (av grekiskan cheir, hand, och manteia spådom) är konsten att spå i handen. Kiromanti återfinns över hela världen med ett stort antal kulturella skillnader. Inom kiromanti gör man ofta skillnad på höger och vänster hand; det råder viss oenighet vilken av händerna som är bäst att spå i.
Enligt kiromanternas mening är varje mer viktig tilldragelse i en persons liv föruttecknad i händerna med outplånliga drag, till vilkas tolkning det emellertid krävs en särskild "vetenskap".
Kiromantien säges ha först idkats av kaldéerna och från dem kommit till egyptierna och sedan till grekerna. Hos grekerna visade redan Aristoteles en böjelse att tillmäta kiromantiens rön någon betydelse, men först Artemidoros (100-talet e.Kr.) ordnade sina "drömtydningar" efter ett utfört system. Under medeltiden sattes kiromantien i samband med astrologin.
Under 1500- och 1600-talen hyllades denna spådomskonst allmänt i Europa och avhandlades inom litteraturen. Ännu i början av 1700-talet hölls kiromantiska föreläsningar vid många tyska universitet.